# Republica Texas
Republica Texas a fost un stat independent din America de Nord, între Statele Unite și Mexic, care a existat între 1836 și 1846.
Înființat ca republică despărțită de Mexic prin Revoluția Texană, statul a revendicat teritorii ce cuprind în întregime statul american actual Texas, precum și părți din New Mexico, Oklahoma, Kansas, Colorado și Wyoming pe baza tratatelor de la Velasco dintre Republica Texas și Mexic. Granița de est cu Statele Unite a fost definită prin tratatul Adams-Onís semnat între SUA și Spania în 1819. Granițele sudică și vestică cu Mexicul au fost în dispută de-a lungul întregii existențe a Republicii, Texasul revendicând granița pe Rio Grande, iar Mexicul revendicând teritoriul de până la râul Nueces. Această dispută avea ulterior să ducă la declanșarea războiului americano-mexican, după anexarea Texasului.

## Istoria

### Înființarea
Republica Texas a fost înființată din partea nordică a statului mexican Coahuila y Tejas ca rezultat al Revoluției Texane. Mexicul era în agitație întrucât liderii încercau să determine forma optimă de guvernământ. În 1835, când președintele Antonio López de Santa Anna a abolit Constituția din 1824, dându-și puteri enorme, coloniștii îngrijorați din Texas au început să organizeze Comisii de Corespondență și Siguranță, coordonate de o comisie centrală din San Felipe de Austin⁠(d). În interiorul Mexicului, mai multe state s-au revoltat împotriva noilor politici centraliste. Revoluția Texană a început oficial la 2 octombrie 1835, cu bătălia de la Gonzales. Deși texanii luptau inițial pentru reinstaurarea Constituției din 1824, până în 1836 scopul războiului se schimbase. Convenția din 1836 a proclamat oficial independența Republicii Texas la 2 martie 1836.

### 1836-1845
Primul Congres al Republicii Texas s-a întrunit în octombrie 1836 la Columbia⁠(d) (astăzi West Columbia⁠(d)). Stephen F. Austin⁠(d), părintele Texasului, a murit la 27 decembrie 1836, după ce a servit timp de două luni în funcția de Secretar de Stat al noii republici.
În 1836, cinci orașe au servit drept capitale temporare ale Texasului (Washington-on-the-Brazos⁠(d), Harrisburg⁠(d), Galveston⁠(d), Velasco⁠(d) și Columbia⁠(d)), înainte ca președintele Sam Houston să mute capitala la Houston în 1837. Capitala a fost apoi mutată în noul oraș Austin în 1839 de următorul președinte, Mirabeau B. Lamar⁠(d). Primul drapel al republicii a fost „drapelul Burnet” (o stea aurie pe un câmp albastru), urmat de adoptarea oficială a Drapelului Stelei Singure (Lone Star Flag).
Politica internă a republicii a fost marcată de conflictul dintre două facțiuni. Facțiunea naționalistă, condusă de Lamar, susținea continuarea independenței Texasului, expulzarea amerindienilor și expansiunea Texasului până la Oceanul Pacific. Adversarii lor, în frunte cu Houston, au susținut unirea Texasului cu Statele Unite și conviețuirea pașnică cu amerindienii. Trecând peste vetoul lui Houston, Congresul a adoptat o rezoluție prin care revendicau Californiile. Alegerile prezidențiale din 1844 au prezentat o polarizare dramatică, regiunile vestice mai noi ale republici preferându-l pe candidatul naționalist Edward Burleson⁠(d), în timp ce zona plantațiilor de bumbac, îndeosebi regiunile de la est de râul Trinity, l-au ales pe Anson Jones⁠(d).
Amerindienii comanche erau principalul oponent băștinaș al Republicii Texas. La sfârșitul anilor 1830, Sam Houston a negociat pacea între Texas și comanche. Lamar i-a urmat în funcție lui Houston în 1838, și a schimbat drastic politicile față de indieni. El a lansat un război genocidar împotriva comanchilor și a invadat chiar Comancheria⁠(d). Ca răspuns, comanchii au atacat Texasul într-o serie de raiduri. După ce tratativele de pace din 1840 s-au sfârșit după masacrarea a 34 de căpetenii comanche în San Antonio, comanchii au lansat un atac major în adâncul Texasului, atac cunoscut sub denumirea de Marele Raid din 1840. Sub comanda lui Potsanaquahip, 500-700 de călăreți comanche au coborât pe valea Guadalupe, ucigând și jefuind totul în cale până la golful Mexic, unde au ars orașele Victoria⁠(d) și Linnville⁠(d). Houston a redevenit președinte în 1841 și, întrucât și texanii și comanchii erau epuizați de război, s-a ajuns din nou la pace.
Deși Texasul se guverna singur, Mexicul a refuzat să-i recunoască independența. La 5 martie 1842, o forță mexicană de peste 500 de oameni, în frunte cu Rafael Vásquez, a invadat Texasul pentru prima oară de la revoluție. Ei s-au întors în curând la Rio Grande după ce ocupaseră o vreme San Antonio. Circa 1.400 de soldați mexicani, conduși de generalul mercenar francez Adrián Woll⁠(d), au lansat un al doilea atac și au capturat San Antonio la 11 septembrie 1842. O miliție texană a răspuns la bătălia de la pârâul Salado. Această miliție a fost, însă, învinsă de soldații mexicani și de indienii cherokee din Texas la 18 septembrie în masacrul lui Dawson. Armata mexicană avea să se retragă ulterior din San Antonio.
Printre efectele atacurilor mexicane asupra Texasului s-a numărat intensificarea conflictelor între facțiunile politice, inclusiv un incident denumit Războiul Arhivelor Texasului. Susținând că dorește protejarea arhivelor naționale, președintele Sam Houston a ordonat scoaterea lor din Austin. Arhivele au revenit în oraș, sub pază armată. Congresul Texasului l-a contrat pe Houston iar acest episod din istoria texană avea să întărească statutul Austinului de capitală a republicii și apoi a viitorului stat.

## Guvernare

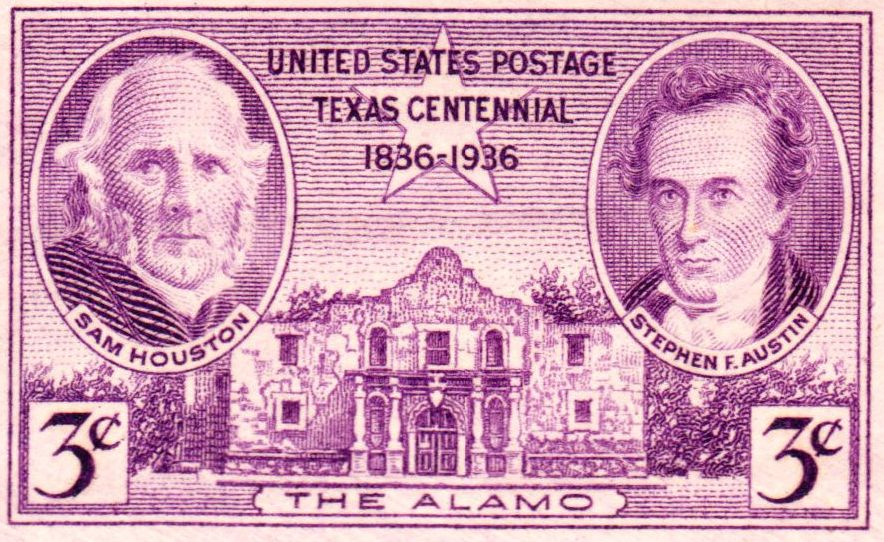
Sam Houston și Timbru din 1936 celebrând 100 de ani de la proclamarea independenței Texasului

După obținerea independenței, alegătorii texani au ales un Congres de 14 senatori și 29 de reprezentanți în septembrie 1836. Constituția a dat primului președinte un mandat de doi ani, și următorilor mandate de trei ani.
Primul Congres al Republicii Texas s-a întrunit în octombrie 1836 la Columbia⁠(d) (astăzi, West Columbia). Stephen F. Austin⁠(d), uneori denumit „părintele Texasului”, a murit la 27 decembrie 1836, după 2 luni în care a fost Secretar de Stat al noii republici. În principal datorită războiului de independență, cinci orașe au fost succesiv capitală temporară a țării în anul 1836: (Washington-on-the-Brazos⁠(d), Harrisburg⁠(d), Galveston⁠(d), Velasco⁠(d) și Columbia⁠(d)). Capital s-a mutat în noul oraș Houston în 1837. În 1839, capitala s-a mutat într-o mică așezare de frontieră de pe râul Colorado, pe nume Waterloo. Ea a fost transformată într-un nou oraș și rebotezată Austin.
Puterea judecătorească avea în centrul ei o Curte Supremă al cărei judecător-șef era numit de președinte și cei patru membri erau aleși prin vot al camerelor reunite ale Congresului pe termen de patru ani, după aceea putând fi realeși. Judecătorii membri prezidau patru districte judiciare. Houston l-a numit pe James Collinsworth în funcția de judecător-șef. Sistemul judecătoresc al fiecărui comitat era deservit de câte un judecător-șef și doi asociați, aleși de o majoritate a judecătorilor de pace din respectivul comitat. Fiecare comitat urma să aibă și un șerif, un legist, judecători de pace și juriști aleși pentru mandate de doi ani. Congresul a împărțit țara în 23 de comitate, ale căror limite corespundeau în mare municipalităților deja existente.

## Granițele

Hartă a Mexicului, 1835-1846 cu mișcările separatiste marcate.

Liderii texani au dorit, la început, să-și extindă teritoriul național până la Oceanul Pacific, dar au hotărât în cele din urmă să revendice Rio Grande drept frontieră, incluzând un teritoriu ce cuprindea New Mexico, pe care republica nu l-a controlat niciodată. Ei sperau că, după încheierea păcii cu Mexicul, vor construi o cale ferată până la Golful California pentru a avea „acces la comerțul cu Indiile de Est, Peru și Chile”.
Când a negociat posibilitatea unirii cu SUA spre sfârșitul lui 1836, guvernul texan a instruit pe reprezentantul său la Washington, Wharton, că dacă granița ar fi o problemă, Texasul este dispus să accepte o graniță pe cumpăna apelor dintre bazinele râurilor Nueces și Rio Grande, renunțând la New Mexico.

## Relații diplomatice
La 3 martie 1837, președintele SUA Andrew Jackson l-a numit pe Alcée La Branche⁠(d) în funcția de însărcinat cu afaceri în Republica Texas, recunoscând oficial independența acestui stat. Franța a recunoscut oficial Texasul la 25 septembrie 1839, numindu-l pe Alponse Dubois de Saligny în funcția de însărcinat cu afaceri. Legația franceză a fost construită în 1841, și este astăzi cea mai veche clădire din Austin.
Republica a primit recunoaștere din partea Belgiei, Țărilor de Jos, și Republicii Yucatán. Regatul Unit nu a recunoscut oficial Texasul din cauza relațiilor amicale cu Mexicul, dar a admis comerțul cu bunuri texane în porturile britanice. La Londra, prima ambasadă a Republicii Texas încă există. Vis-a-vis de porțile St. James's Palace, prima ambasadă a Republicii Texas la Court of St. James's⁠(d) este astăzi un magazin de pălării, dar este clar marcat cu o placă mare, și un restaurant din vecinătate se numește Texas Embassy (Ambasada Texasului).

## Unirea cu Statele Unite
La 28 februarie 1845, Congresul SUA a adoptat o lege prin care autoriza anexarea Republicii Texas. La 1 martie, președintele John Tyler a promulgat-o. Legea a stabilit ca 29 decembrie al aceluiași an să fie data unirii. În fața iminenței anexării americane a Texasului, Charles Elliot⁠(d) și Alphonse de Saligny, miniștrii britanic și francez în Texas, au fost trimiși la Ciudad de Mexico. Întâlnindu-se cu ministrul de externe al Mexicului, ei au semnat un „Act Diplomatic” prin care Mexicul se oferea să recunoască independența Texasului, ale cărui granițe urma să fie determinate prin mediere franco-britanică. Președintele Texasului Anson Jones⁠(d) a transmis ambele oferte unei convenții întrunite la Austin, iar propunerea americană a fost acceptată cu un singur vot împotrivă. Propunerea Mexicului nu a fost supusă la vot. În urma decretului anterior al președintelui Jones, propunerea a fost supusă unui referendum.

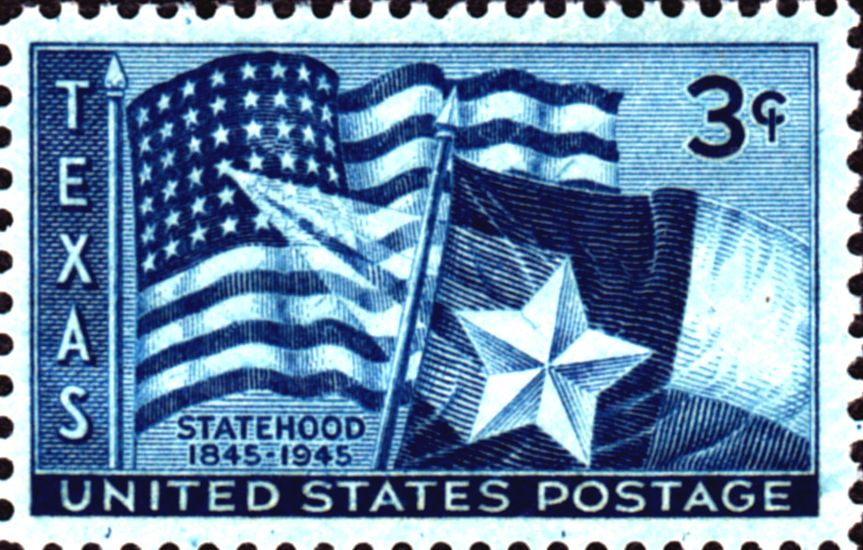
Texas StatehoodTimbrul aniversar centenar din 1945

Propuneri pentru frontiera nordică și vestică a Texasului la dezbaterea din 1850

La 13 octombrie 1845, marea majoritate a alegătorilor din Republică au aprobat oferta americană și propunerea de constituție care permitea explicit sclavia și aducerea de sclavi de către emigranți în Texas. Această constituție a fost ulterior acceptată de Congresul SUA, Texas devenind stat al SUA în aceeași zi cu anexarea, 29 decembrie 1845 (nemaitrecând prin etapa de teritoriu). Unul dintre motivele acestei uniri a fost datoriile uriașe acumulate de guvernul texan, pe care SUA a acceptat să și le asume prin anexare. Ca parte din Compromisul din 1850, în schimbul preluării acestei datorii (10.000.000 de dolari), Texasul a renunțat la pretențiile teritoriale asupra zonelor aflate astăzi în Colorado, Kansas, Oklahoma, New Mexico și Wyoming, pe care Texasul nu le controlase niciodată și pe care guvernul federal le capturase direct de la Mexic la începutul Războiului Mexicano-American.
Rezoluția de anexare a fost subiectul mai multor legende; una care încă mai este vehiculată este aceea că Texasul ar fi primit dreptul explicit de a se separa de uniune. Unii susțineau că acest drept îl au toate statele, deși Curtea Supremă a SUA a decis în 1869 în cazul Texas v. White⁠(d) că niciun stat nu are dreptul de a se separa unilateral. Rezoluția includea două stipulări suplimentare: Prima a fost că pe teritoriul Texasului se pot organiza până la patru state, cu consimțământul statului Texas și că statele de la nord de linia Compromisului Missouri vor fi state fără sclavie. Rezoluția nu includea nicio excepție specială de la stipulările Constituției privind condițiile organizării unui stat. Dreptul de a înființa aceste noi posibile state nu a fost rezervat Texasului. A doua a fost că Texasul nu trebuia să predea pământurile publice guvernului federal. Deși Texasul a cedat tot teritoriul din afara ariei sale actuale guvernului federal în 1850, nu cedase niciun teren proprietate publică din interiorul frontierelor sale. Singurele pământuri proprietate federală în Texas sunt cele achiziționate ulterior de guvernul federal. Aceasta înseamnă că guvernul statului are control asupra rezervelor de țiței, utilizate ulterior pentru a finanța sistemul de universități publice. În plus, controlul statului asupra rezervelor marine de petrol se extinde la 3 leghe marine (9 mile marine, 16,668 km) în larg, în loc de 3 mile marine (5,56 km) ca în cazul altor state.